# Chądzie
Chądzie – śródleśne jezioro rynnowe w mezoregionie Bory Tucholskie, w kompleksie leśnym Borów Tucholskich, na granicy gmin Stara Kiszewa i Kościerzyna (powiatu kościerskiego województwa pomorskiego).

## Charakterystyka
Chądzie znajduje się we wschodnim obszarze Wdzydzkiego Parku Krajobrazowego i na turystycznym  Szlaku Kamiennych Kręgów.
Powierzchnia całkowita: 13,1 ha